# Gintarė Petronytė
Gintarė Petronytė est une joueuse lituanienne de basket-ball née le 19 mars 1989 à Panevėžys. Elle joue au poste de pivot pour le Galatasaray SK.

## Biographie
Petronytė commence sa carrière à Vilnius, au Lietuvos telekomas lors de la saison 2004-2005. Le club change de nom et devient le TEO Vilnius.
Petronytė participe au Championnat du monde de basket-ball 2006 au Brésil avec l'équipe nationale lituanienne. L'équipe perd en quart-de-finale face aux États-Unis. Elle participe aussi au Championnat d'Europe 2007 où l'équipe est battue en quart-de-finale par la Russie.
En 2008, Petronytė est élue meilleure jeune joueuse par la FIBA Europe.
Petronytė participe au Championnat d'Europe 2009 et l'équipe nationale est éliminée au tour qualificatif.
Elle rejoint l'équipe de l'Athinaïkós, en première division grecque pour la saison 2009-2010. L'équipe remporte l'Eurocoupe lors de la saison 2009-2010. La saison suivante, elle rejoint le club turc de Galatasaray, qui dispute l'Euroligue.
Après une saison 2013-2014 en Turquie à Antakya (10,5 points, 4,5 rebonds et 1,5 contre en championnat et 11 points et 5,3 rebonds en Eurocoupe), elle signe pour la saison suivante avec le Wisła Cracovie. Ses statistiques y sont de 9,9 points et 6,8 rebonds par rencontre. Pour 2015-2016, elle rejoint le club italien de Saces Dike Napoli, qualifié pour l'Eurocoupe.

## Équipe nationale
Elle est sélectionnée au Championnat d'Europe 2011.